# Guerre cimbriche
Le guerre cimbriche furono combattute tra gli anni 113 e 101 a.C. tra la Repubblica romana e la coalizione di tribù di Cimbri, Teutoni ed Ambroni. Al termine della guerra, l'esercito romano era riuscito a fermare l'invasione germanica, che stava minacciando la stessa Pianura Padana, sotto il comando del console romano Gaio Mario.

## Contesto storico
Le guerre cimbriche (113–101 a.C.) si rivelarono subito una questione assai ben più seria del recente conflitto celtico del 121 a.C. Le tribù germaniche dei Cimbri e dei Teutoni dal Nordeuropa migrarono fin all'interno dei territori settentrionali della Repubblica romana, entrando in conflitto con Roma e i suoi alleati. Le guerre cimbriche generarono un grande timore e furono la prima occasione, dopo la seconda guerra punica, in cui Roma si sentí seriamente minacciata.

### Casus belli
La potenza dei Celti in Europa stava declinando nel corso del II - I secolo a.C., e contemporaneamente i Germani cominciavano a premere per attraversare i due grandi fiumi europei, il Reno ad occidente per invadere la Gallia e la penisola iberica, e il Danubio a oriente per poi spingersi fino nei territori dei Balcani in cerca di una nuova sistemazione.
La grande migrazione delle genti germaniche che ne seguì comportò lo spostamento di intere popolazioni, comprese donne, bambini ed anziani, carriaggi e mandrie. Cimbri e Teutoni in una prima fase non miravano a scontrarsi coi Romani, al contrario il loro disegno originario potrebbe essere stato quello di attraversare il fiume Danubio e stanziarsi nei Balcani, creando però forte preoccupazione nelle genti alleate ai Romani del Norico: fu questo il motivo del loro intervento, un intervento dovuto a salvaguardia delle popolazioni dei Norici, amiche del popolo romano.

### Forze in campo
Le forze romane che si alternarono negli anni del conflitto furono ingenti: 4 legioni nel 109 a.C.; 6 legioni e 6 000 cavalieri nel 107 a.C.; 8 legioni nel 106 a.C.; 9 nel 105 a.C. oltre a 5 000 cavalieri circa; 7 legioni e 3 000 cavalieri con Gaio Mario nello scontro di Aquae Sextiae.
Riguardo alle forze germaniche possiamo solo ipotizzare, sulla base di quanto ipotizzato da Gaio Giulio Cesare nella conquista della Gallia che i guerrieri potessero essere attorno ai 25/30 000 per singolo popolo.

## Conflitto

### Prima fase: la sconfitta romana nel Norico (113 a.C.)
Strabone racconta che i Boi riuscirono a respingere i primi attacchi dei Cimbri (attorno al 113 a.C.), che poi proseguirono la loro marcia per la Pannonia, il Norico, i territori degli Elvezi e poi la Gallia, dove si scontrarono con gli eserciti romani. Il console Gneo Papirio Carbone vista l'avanzata delle genti germaniche, di cui egli stesso poco sapeva, temendo che potessero invadere l'Italia come era accaduto tre secoli prima con il sacco di Roma, decise di sorprendere gli invasori, ma subì un'autentica disfatta nei pressi di Noreia (l'attuale Krainburg), nel 113 a.C. Questa battaglia segnò così l'esordio delle Guerre romano-germaniche che si susseguirono per i sei secoli successivi fino alla caduta dell'Impero romano d'Occidente.

### Seconda fase: nuove disfatte degli eserciti consolari (109-105 a.C.)

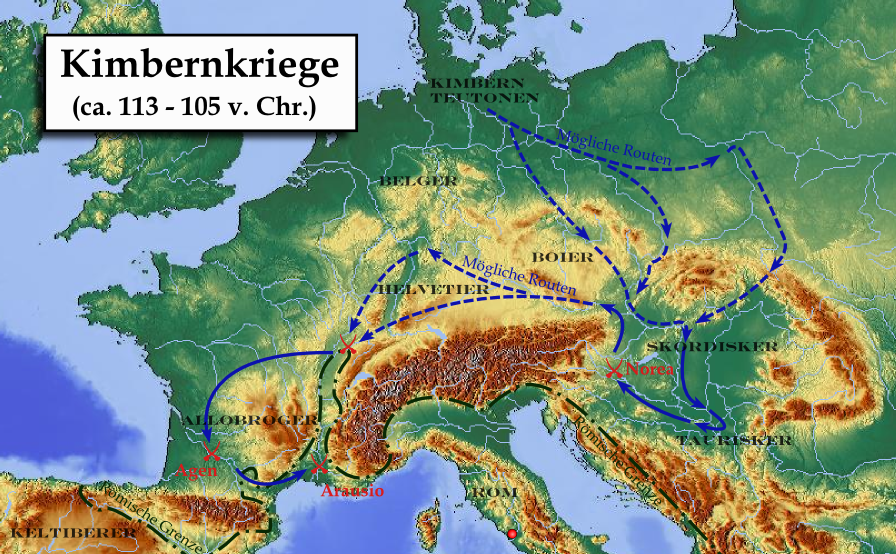
La coalizione germanica di Cimbri e Teutoni muovono dal mare del Nord in direzione prima del Danubio e poi verso la Gallia, dove si scontrano con i Romani alcune volte tra il 113 ed il 105 a.C.

La coalizione germanica giunse in Gallia nel 109 a.C. Il proconsole Marco Giunio Silano, al comando di 4 legioni (16 000 fanti circa), fu costretto ad intervenire per fermare l'orda barbarica, ma fu sconfitto nelle terre dei Sequani. Tale successo aveva inoltre provocato un inizio di ribellione da parte delle tribù celtiche che erano state di recente assoggettate dai Romani nella parte meridionale del paese.
Nel 107 a.C. i Tigurini, clan degli Elvezi, guidati da un certo Divicone, menzionato dallo stesso Cesare nel suo De bello Gallico (vedi Conquista della Gallia), riuscì a penetrare nella provincia romana. Il console Lucio Cassio Longino, che era accorso per difendere i territori romani, forte di ben 6 legioni e 6 000 cavalieri, deciso a contrastare l'avanzata nemica si diresse verso Tolosa, percorrendo la via fatta costruire da Enobarbo. A pochi chilometri dall'oppidum celtico ingaggiò battaglia contro il popolo dei Volci Tectosagi, a cui si erano uniti parte dei Cimbri, Teutoni e Tigurini riuscendo a batterli. L'errore fu di continuare l'avanzata in territorio nemico, portandosi appresso i bagagli, quasi fosse una semplice marcia di trasferimento, risalendo la valle del fiume Garonna (fino nella zona di Bordeaux). Le legioni ormai distanti dai confini provinciali furono massacrate nella zona di Agen (presso il popolo dei Nitiobrogi), mentre lo stesso Lucio Cassio perdeva la vita. Fu un autentico massacro dove persero la vita almeno 35 000 armati tra i due contendenti. Fu solo grazie all'ufficiale di grado più elevato fra quelli sopravvissuti, Gaio Popilio Lenate, figlio del console dell'anno 132, che si riuscì a mettere in salvo quanto restava delle forze romane solo dopo aver ceduto metà degli equipaggiamenti ed aver subito l'umiliazione di far marciare il proprio esercito sotto il giogo, in mezzo allo scherno dei vincitori.

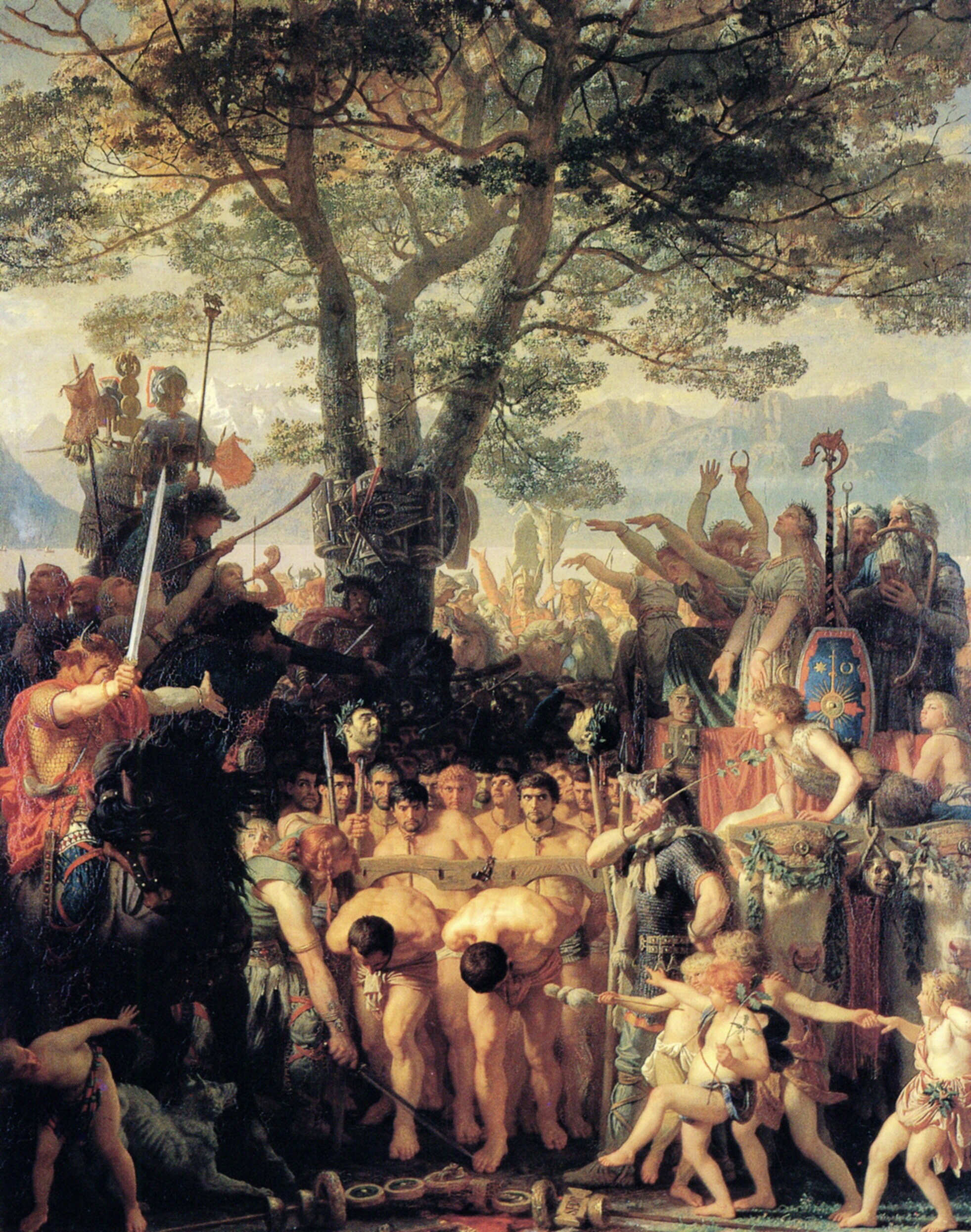
I Romani passano sotto il giogo dopo la disfatta di Agen del 107 a.C. contro le popolazioni di Cimbri, Teutoni e Tigurini.

Nel 106 a.C. un altro console, Quinto Servilio Cepione, marciò da Narbona alla testa di ben 8 legioni contro le tribù stanziate nella zona di Tolosa, che si erano ribellate a Roma, e si impossessò di un'enorme somma di denaro custodita nei santuari dei templi (il cosiddetto Oro di Tolosa o Aurum Tolosanum). Si racconta che Cepione cercò all'interno della città di Tolosa per diversi giorni il tesoro della leggenda, ma non trovando nulla decise di prosciugare i laghi vicini alla città, trovando sotto la melma 50 000 lingotti d'oro, pari a 15 000 talenti d'oro, 10 000 lingotti d'argento e macine interamente in argento per un valore complessivo di 10 000 talenti d'argento. Era una fortuna incredibile. La maggior parte di questo tesoro sparì misteriosamente durante il trasporto verso Massilia (l'odierna Marsiglia): più precisamente, nel tratto tra Tolosa e Narbona (dove doveva essere imbarcato), 1 000 predoni si impadronirono dei 450 carri che trasportavano i soli lingotti d'oro. A Roma si sospettò dello stesso Cepione, che però fu confermato nel comando anche per l'anno successivo, mentre uno dei nuovi consoli, Gneo Mallio Massimo, si unì a lui nelle operazioni in Gallia meridionale. Al pari di Mario, anche Mallio era un uomo nuovo, ma la collaborazione fra lui e Cepione si dimostrò subito impossibile.
L'anno successivo (105 a.C.) i Romani, sotto l'alto comando del console Gneo Mallio Massimo e del proconsole per la Gallia Quinto Servilio Cepione, si scontrarono ancora una volta contro gli eserciti riuniti di Cimbri, Teutoni, Ambroni e Tigurini. Il primo scontro si ebbe 65 km a nord di Arausio, quando il comandante della cavalleria romana Marco Aurelio Scauro, alla testa di 5 000 cavalieri, ingaggiò una prima battaglia contro le avanguardie della coalizione germanica, scontro che fu a lui sfavorevole. I successivi due scontri si rivelarono disastrosi per entrambi i comandanti romani. Prima Cepione (alla testa di 7 legioni) fu battuto a 48 km a Nord di Arausio, e poi Manlio (alla testa delle 7 legioni precedenti a cui se ne erano aggiunte 2) a soli 8 km a nord di Arausio (l'attuale Orange in Francia) subì una nuova disfatta. Caduto in disgrazia, accusato di malversazione dal tribuno Norbano, Cepione venne condannato a morte e la sua famiglia cadde in rovina: si racconta che le sue figlie dovettero darsi alla prostituzione, mentre di lui non si conosce con sicurezza la fine: forse la sentenza fu eseguita o invece, come raccontano altre fonti, abbia finito i suoi giorni nell'esilio coatto di Smirne.
Dopo la battaglia i Cimbri concessero involontariamente  una tregua agli avversari per dirigersi nella Penisola Iberica e compiere scorrerie e razzie, anche se le perdite subite nel decennio precedente erano state molto gravi. Quest'ultima sconfitta dei Romani esponeva l'Italia molto gravemente al pericolo di una invasione da parte delle orde barbariche, mentre a Roma il malcontento del popolo contro l'oligarchia aveva raggiunto ormai l'esasperazione.

### Terza fase: la rivincita di Roma (102-101 a.C.)

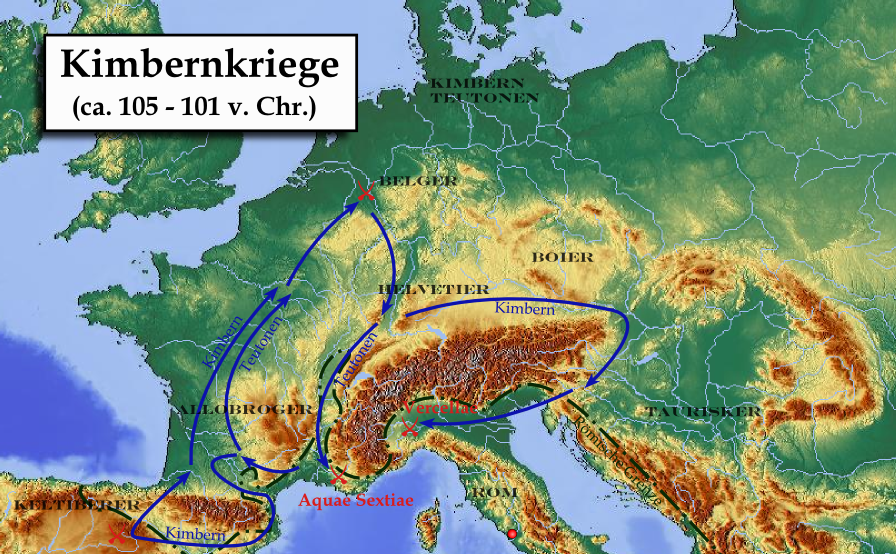
La coalizione germanica di Cimbri e Teutoni dalla Gallia muovono in direzione dell'Italia romana, dove vengono sconfitti negli anni 102-101 a.C. da Gaio Mario.

Trascorsi tre anni dalla sconfitta romana ad Arausio, nel 102 a.C. i Cimbri dalla Spagna tornarono in Gallia, e insieme ai Teutoni decisero di invadere l'Italia. Questi ultimi avrebbero dovuto puntare attraverso la Gallia Narbonense direttamente verso Sud dirigendosi verso le coste del Mediterraneo, mentre i Cimbri sarebbero  penetrati nell'Italia Settentrionale da Nord-Est attraversando il passo del Brennero (”per alpes Rhaeticas”). Infine i Tigurini, la tribù celtica loro alleata che aveva sconfitto Longino nel 107, pensavano di attraversare le Alpi provenendo da Nord-Ovest. La decisione di dividere in questo modo le loro forze si sarebbe dimostrata fatale, poiché diede ai Romani, avvantaggiati anche dalle linee di approvvigionamento molto più corte, la possibilità di affrontare separatamente i vari contingenti, concentrando le proprie forze laddove era di volta in volta necessario.

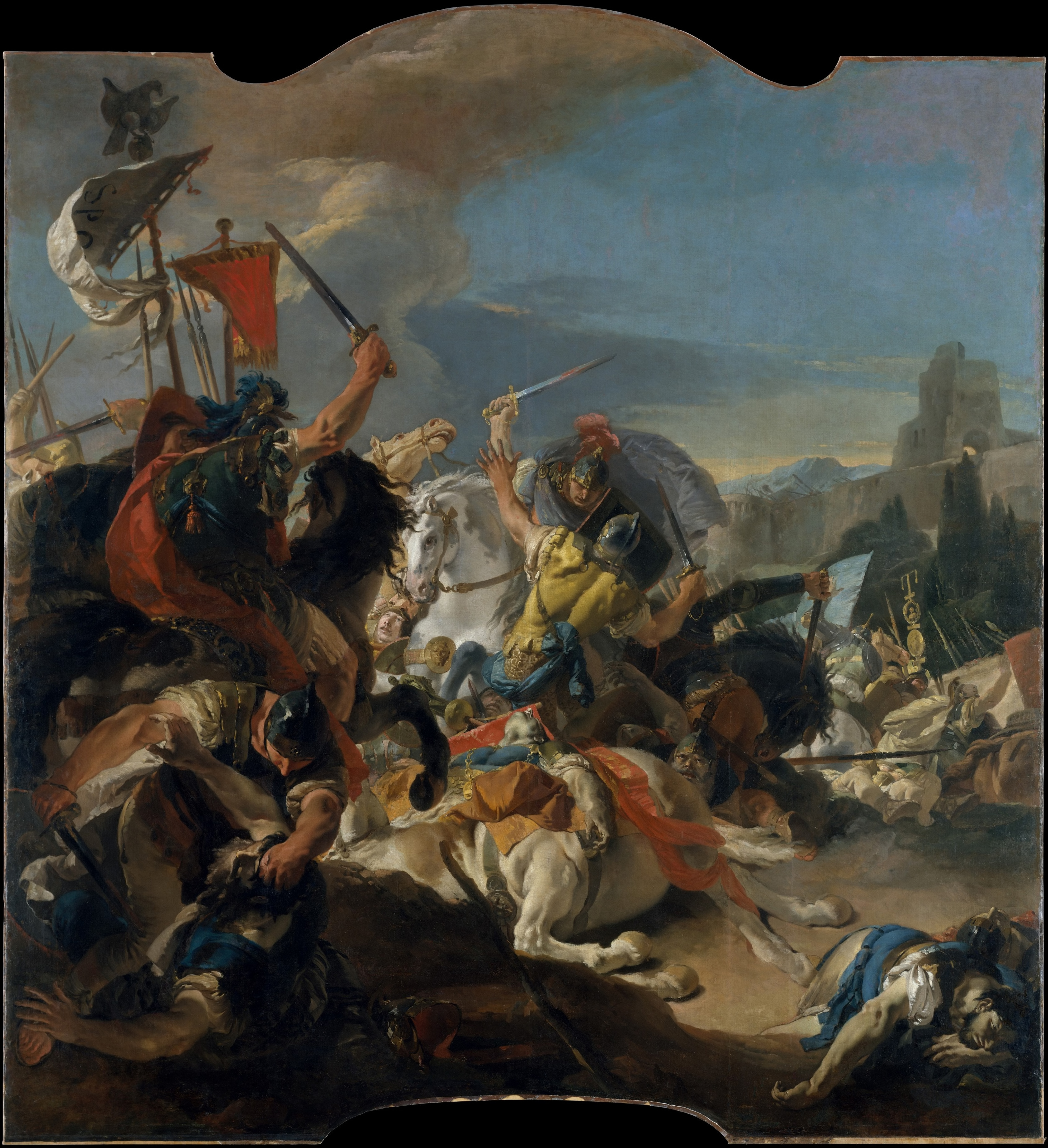
Battaglia di Vercelli, 1725-1729 del Tiepolo.

Nel frattempo Mario aveva organizzato nel migliore dei modi la propria armata. I soldati erano stati sottoposti ad un addestramento che mai in precedenza si era visto, ed erano abituati a sopportare senza lamentarsi le fatiche delle lunghe marce di avvicinamento, dell'allestimento degli accampamenti e delle macchine da guerra, tanto da meritarsi il soprannome di muli di Mario. Dapprima decise di affrontare i Teutoni, che si trovavano in quel momento nella provincia della Gallia Narbonense e si stavano dirigendo verso le Alpi. In un primo momento rifiutò lo scontro, preferendo arretrare fino ad Aquae Sextiae (l'attuale Aix en Provence), un insediamento fondato da Gaio Sextio Calvino, console nel 109 a.C., in modo da sbarrare loro il cammino. Alcuni contingenti di Ambroni, avanguardia dell'esercito dei Germani, si lanciarono avventatamente all'attacco delle posizioni romane, senza aspettare l'arrivo di rinforzi, e 30 000 di essi rimasero uccisi. Mario schierò poi un contingente di 3 000 uomini per tendere un'imboscata al grosso dell'esercito dei Germani, che presi alle spalle e attaccati frontalmente, furono completamente sterminati e persero 100 000 uomini, e quasi altrettanti ne furono catturati.

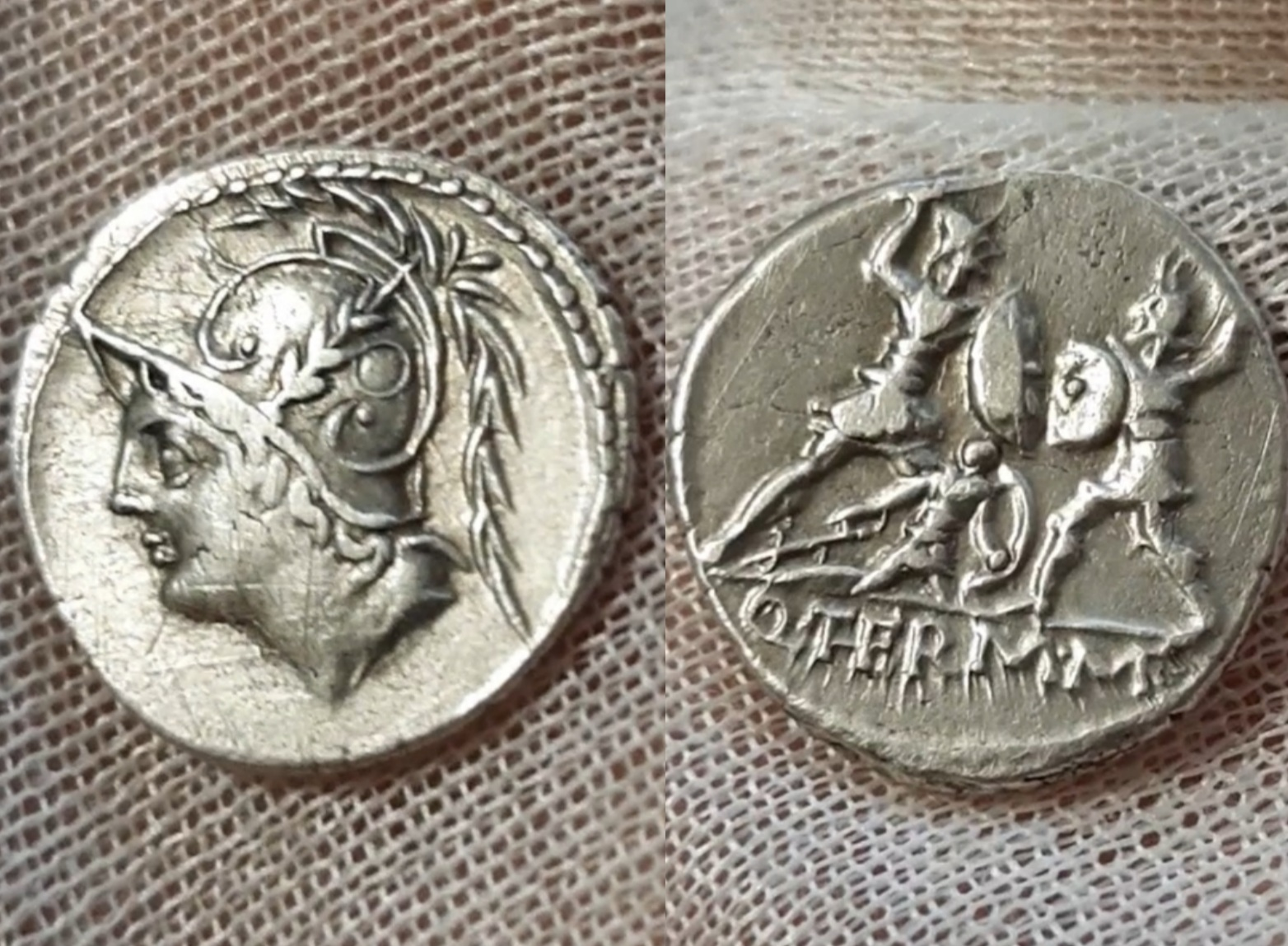
Il dio Marte con l'elmo da guerra sul dritto, e soldato romano che soccorre un comandante in uno scontro contro i Cimbri sul rovescio della moneta. 102 a.C.

Il collega di Mario Quinto Lutazio Càtulo, console nel 102, non ebbe altrettanta fortuna, non riuscendo a impedire che i Cimbri forzassero il passo del Brennero avanzando nell'Italia settentrionale verso il finire del 102 a.C. Mario apprese la notizia mentre si trovava a Roma, dove fu rieletto console per l'anno 101 a.C. Immediatamente si mise in marcia per ricongiungersi con Catulo, il cui comando fu prorogato anche per il 101. Infine, nell'estate di quell'anno, a Vercelli, nella Gallia Cisalpina, in una località allora chiamata Campi Raudii, ebbe luogo lo scontro decisivo. Ancora una volta la ferrea disciplina dei Romani ebbe la meglio sull'impeto dei barbari, e almeno 65 000 di loro (o forse 100 000) perirono, mentre tutti i sopravvissuti furono ridotti in schiavitù. I Tigurini, a questo punto, rinunciarono al loro proposito di penetrare in Italia da Nord-Ovest e rientrarono nelle proprie sedi. Catulo e Mario, come consoli in carica, celebrarono insieme uno splendido trionfo, ma, nell'opinione popolare, tutto il merito venne attribuito a Mario. In seguito Catulo si trovò in contrasto con Mario, divenendone uno acerrimo rivale. Come ricompensa per avere sventato il pericolo dell'invasione barbarica, Mario venne rieletto console anche per l'anno 100 a.C. Gli avvenimenti di quell'anno, tuttavia, non gli furono propizi.